# San Andrés de la Regla
San Andrés de la Regla és una localitat i també una pedania del municipi de Villota del Páramo, en la província de Palència comunitat autònoma de Castella i Lleó, estat espanyol. Aquesta bell poble està enclavat en la comarca natural Vega-Valdavia, amb centre en Saldaña.

## Economia
Agricultura, ramaderia.

## Història
A la caiguda de l'antic règim la localitat es constituïa en municipi constitucional que en el cens de 1842 comptava amb 18 llars i 94 veïns, per a posteriorment integrar-se en Villosilla de la Vega.

## Monuments
Església de San Andrés: Obra de rajola i maçoneria de cants, amb espadanya de dos cossos als peus i portada en el costat de l'Epístola precedida de pòrtic de rajola. Consta d'una nau coberta amb volta de canó amb llunetes, cúpula cega sobre petxines i gallonejada sobre el presbiteri. Cor alt als peus.

## Meteorits
A la fi de l'any 2005 van caure en la frontera de les províncies de Palència i Lleó a l'altura de San Andrés i un grup de meteorits que van poder ser observats en diversos punts de l'estat espanyol i que van provocar un petit incendi. El succés va causar per la seua raresa un gran interès a nivell estatal.